# راسكي (إستونيا)
راسكي (بالإستونيَّة: Rääski)، قرية تتبع دائرة ماريما في مقاطعة رابلا غرب إستونيا.